# Pólya-Preis
Der Pólya-Preis, benannt nach George Pólya, ist eine Auszeichnung auf dem Gebiet der Mathematik, die von der London Mathematical Society verliehen wird.
Der Preis wird in den Jahren verliehen, in denen keine De-Morgan-Medaille verliehen wird und gilt, nach dieser, als zweitwichtigste Auszeichnung der LMS. Der Preis richtet sich nur an Einwohner des Vereinigten Königreichs, wobei Träger der De-Morgan-Medaille ausgeschlossen sind.
Außer der bei Mathematikpreisen üblichen Forderung nach einer herausragenden Leistung, kann der Pólya-Preis auch für eine besonders eindrucksvolle Darstellung oder besondere Kreativität verliehen werden.

## Preisträger
- 1987: John Horton Conway
- 1988: Terry Wall
- 1990: Graeme Segal
- 1991: Ian Macdonald
- 1993: David Rees
- 1994: David Williams
- 1996: David Edmunds
- 1997: John Hammersley
- 1999: Simon Donaldson
- 2000: Terence Lyons
- 2002: Nigel Hitchin
- 2003: Angus Macintyre
- 2005: Michael Berry
- 2006: Peter Swinnerton-Dyer
- 2008: David Preiss
- 2009: Roger Heath-Brown
- 2011: E. Brian Davies
- 2012: Dan Segal
- 2014: Miles Reid
- 2015: Boris Zilber
- 2017: Alex Wilkie
- 2018: Karen Vogtmann
- 2020: Martin Liebeck
- 2021: Ehud Hrushovski
- 2023: Frances Kirwan
- 2024: Gui-Qiang Chen[1]